# Календар на православните църковни празници/Август

## Август
Посочени са неподвижните празници от православния календар, които всяка година се случват в един и същи ден.
- 1 август – Св. мъченици Седем братя Макавеи. Св. Соломония. Св. Елеазар (Водосвет) (Богородичен пост до 15 август)
- 2 август – Пренасяне мощите на св. архидякон Стефан
- 3 август – Св. преподобни Исакий, Фавст и Далмат
- 4 август – Св. Седем отроци в Ефес. Св. преподобномъченица Евдокия
- 5 август – Предпразненство на Преображение Господне. Св. мъченик Евсигний
- 6 август – + Преображение Господне (Разрешава се риба)
- 7 август – Св. преподобномъченик Дометий
- 8 август – Св. Емилиан Изповедник, епископ Кизически. Св. мъченик Трендафил Загорски
- 9 август – * Св. апостол Матия
- 10 август – Св. мъченик и архидякон Лаврентий.
- 11 август – Св. мъченик и архидякон Евпл
- 12 август – Св. мъченици Фотий и Аникита
- 13 август – Отдание на Преображение Господне. Св. преподобни Максим Изповедник. Св. Тихон, епископ Задонски
- 14 август – Предпразненство на Успение Богородично. Св. пророк Михей
- 15 август – † Успение на Пресветата Богородица (Разрешава се риба)
- 16 август – * Пренасяне неръкотворния образ на Господ Исус Христос. Св. мъченик Диомид. Св. преподобни Йоаким Осоговски
- 17 август – Св. мъченик Мирон Презвитер
- 18 август – * Св. мъченици Флор и Лавър. Успение на преп. Иоан Рилски
- 19 август – Св. мъченик Андрей Стратилат. Св. преподобни Теофан Македонски.
- 20 август – Св. пророк Самуил. Св. 37 мъченици Пловдивски
- 21 август – Св. апостол Тадей. Св. мъченици Васа Хелеспонтска и Васа Солунска
- 22 август – Св. мъченик Агатоник и дружината му
- 23 август – Отдание на Успение Богородично.Св. Ириней Лионски. Св. мъченик Луп (Вълко)
- 24 август – Св. свещеномъченик Евтих
- 25 август – * Възвръщане мощите на св. апостол Вартоломей. Св. апостол Тит
- 26 август – Св. мъченици Адриан и Наталия
- 27 август – Св. преподобни Пимен Велики
- 28 август – Св. преподобни Моисей Мурин
- 29 август – * Отсичане главата на св. Иоан Кръстител (Строг пост) Св. преподобни Анастасий Струмишки
- 30 август – * Св. Александър, Павел и Иоан, патриарси Цариградски. Пренасяне мощите на св. Александър Невски
- 31 август – Полагане пояса на Пресвета Богородица.Св. свещеномъченик Киприян Картагенски. Св. Генадий, патриарх Цариградски[1]